# Augusto Jiminez Perez
Augusto Jiminez Perez (ur. 9 listopada 1972 w Madrycie) – amerykański curler na wózkach i kajakarz hiszpańskiego pochodzenia.
W wyniku 3 nawrotów mięsaka tkanek miękkich w lipcu 2003 Perez stracił lewą nogę. Od października 2005 zaczął grać w curling, po siedmiu tygodniach został dołączony do reprezentacji kraju na Zimowe Igrzyska Paraolimpijskie 2006. Augusto wystąpił w trzech meczach, dwukrotnie jako drugi i raz jako trzeci. Amerykanie z bilansem 2 wygranych i 5 porażek zajęli wspólnie z Włochami ostatnie – 7. miejsce.
Rok później Perez grał już na pozycji trzeciego. Amerykanie na MŚ 2007 uplasowali się na 6. miejscu. W 2008 objął rolę skipa jednak pozostał na swojej pozycji. Drużyna awansowała do fazy play-off, przegrała w półfinale z Norwegami (Rune Lorentsen) i ostatecznie zdobyła brązowe medale pokonując 8:1 Kanadę (Gerry Austgarden).
W 2009 zaczął zagrywać ostatnie kamienie. Na MŚ drużyna ponownie dotarła do małego finału, tym razem Amerykanie przegrali 4:6 na rzecz Niemców (Jens Jäger). W 2010 Perez wystąpił ponownie na Paraolimpiadzie. Amerykanie awansowali do fazy finałowej jednak przegrywając półfinał z Koreą Południową (Kim Hak-sung) i mały finał ze Szwedami (Jalle Jungnell) zajęli 4. miejsce. W MŚ 2011 Amerykanie z bilansem 3 wygranych i 6 porażek uplasowali się na 7. miejscu.
W kajakarstwie zdobył złoty medal wraz z Tami Hetke w kategorii C2 - 200 – LTATA na MŚ 2009. Rok wcześniej  wywalczył złoty medal w konkurencji canoe outrigger jedynek oraz srebrny medal w dwójkach.
Perez poza curlingiem i kajakarstwem uprawia wioślarstwo, tenis stołowy i koszykówkę na wózkach. Perez przyjechał do Stanów Zjednoczonych w 1991. Na Le Moyne College uzyskał tytuł bachelor's degree z języka hiszpańskiego. Wraz z żoną, córką i synem mieszka w East Syracuse.

## Drużyna
|           | Czwarty       | Trzeci/-a        | Drugi/-a     | Otwierający/-a        |
| --------- | ------------- | ---------------- | ------------ | --------------------- |
| od 2010   | Augusto Perez | James Pierce     | James Joseph | Jacqueline Kapinowski |
| 2009/2010 | Augusto Perez | Patrick McDonald | James Pierce | Jacqueline Kapinowski |
| 2008/2009 | Augusto Perez | James Pierce     | James Joseph | Jacqueline Kapinowski |
| 2007/2008 | James Pierce  | Augusto Perez    | James Joseph | Jacqueline Kapinowski |
| 2005/2006 | James Pierce  | Augusto Perez    | James Joseph | Danelle Libby         |